# تپه و محوطه پشت جوی حسن
تپه و محوطه پشت جوی حسن در شهرستان شوشتر، روستای مهندی آباد واقع شده و این اثر در تاریخ ۵ آذر ۱۳۸۰ با شمارهٔ ثبت ۴۲۸۰ به‌عنوان یکی از آثار ملی ایران به ثبت رسیده است.